# Żytnia (osiedle)
Żytnia (ros. Житня) – osiedle w Rosji, w obwodzie briańskim, w rejonie poczepskim. W 2010 liczyło 428 mieszkańców.